# Coccobius cussoniae
Coccobius cussoniae är en stekelart som först beskrevs av Jean Risbec 1957.  Coccobius cussoniae ingår i släktet Coccobius och familjen växtlussteklar. Inga underarter finns listade i Catalogue of Life.